# 760 Massinga
A 760 Massinga (ideiglenes jelöléssel 1913 SL) a Naprendszer kisbolygóövében található aszteroida. Franz Kaiser fedezte fel 1913. augusztus 28-án.